# Davey Graham
David Michael Gordon "Davey" Graham (26 de noviembre de 1940 - 15 de diciembre de 2008) fue un guitarrista británico y una de las figuras más influyentes en el renacimiento del folk británico de los años 60. Inspiró a muchos intérpretes de guitarra acústica estilo Fingerpicking, como Bert Jansch, Wizz Jones, John Renbourn, Martin Carthy, John Martyn, Paul Simon y Jimmy Page, quien basó su solo en el tema "White Summer" en "She Moved Through the Fair" de Graham. Graham es probablemente mejor conocido por su instrumental acústico " Anji " y por popularizar la afinación DADGAD, que más tarde fue ampliamente adoptada por los guitarristas acústicos. 

## Biografía
Graham nació en Market Bosworth (Leicestershire),   de madre guyanesa y padre escocés.   Creció en la zona de Notting Hill Gate en Londres.  Aunque nunca recibió lecciones de teoría musical, aprendió a tocar el piano y la armónica cuando era niño y luego comenzó a tocar la guitarra clásica a la edad de 12 años.  Cuando era adolescente, estuvo fuertemente influenciado por el guitarrista folk Steve Benbow, quien había viajado mucho con el ejército y tocaba un estilo de guitarra influenciado por la música marroquí. 
A la edad de 19 años, Graham escribió la que probablemente sea su composición más famosa, el solo de guitarra acústica "Angi". Colin Harper le da crédito a Graham por haber inventado por sí solo el concepto de instrumento de guitarra folk. "Angi", que lleva el nombre de su entonces novia, apareció en su EP debut 3/4 AD en abril de 1962. La melodía se extendió a través de toda una generación de aspirantes a guitarristas, cambiando su ortografía a medida que avanzaba. Antes de que se publicara el disco, Bert Jansch lo había aprendido de una cinta de 1961 tomada de Len Partridge. Jansch lo incluyó en su álbum debut de 1965 como "Angie". La ortografía Anji se volvió la más utilizada después de aparecer en el álbum de 1966 de Simon & Garfunkel Sounds of Silence. 
Algunos otros músicos destacados que han versionado "Anji" son John Renbourn, Lillebjørn Nilsen, Gordon Giltrap, Clive Carroll y el grupo Chumbawamba, que utilizó la pieza de guitarra como base para su canción pacifista "Jacob's Ladder (Not in My Nombre)". 
Graham llamó la atención de los guitarristas gracias a su aparición en una emisión de televisión de 1959 en el programa de la BBC, Monitor, producido por Ken Russell y titulada Hound Dogs and Bach Addicts: The Guitar Craze, en la que tocó una versión instrumental acústica de "Cry Me a River".  Durante la década de 1960, Graham lanzó una serie de álbumes de música de todo el mundo en muchos géneros. Se citan con frecuencia Folk, Blues and Beyond de 1964 y la colaboración del año siguiente con la cantante de folk Shirley Collins, Folk Roots, New Routes, entre los lanzamientos de sus álbumes más influyentes. Large as Life and Twice as Natural incluye su versión de "Both Sides, Now " de Joni Mitchell.
Graham se casó con la cantante estadounidense Holly Gwinn a finales de los años 60 y grabó con ella los álbumes The Holly Kaleidosope y Godington Boundary en 1970, poco antes de que Gwinn tuviera que regresar a Estados Unidos y no pudiera acompañarla, a causa de un problema con el visado debido a una condena por posesión de marihuana.  Más tarde se describió a sí mismo como "una víctima de demasiada autocomplacencia",  convirtiéndose en un adicto a la heroína a imitación de sus héroes del jazz.  Durante este período, enseñó guitarra acústica y también realizó obras de caridad, en particular para varias organizaciones benéficas de salud mental. Durante varios años estuvo en el consejo ejecutivo de la asociación benéfica Mind  y estuvo involucrado durante algún tiempo con el místico Osho (Bhagwan Shree Rajneesh).

Continuó dando conciertos, pero dedicó la mayor parte de su vida al estudio de idiomas; hablaba con fluidez gaélico (enseñado por su padre nativo),  francés y griego y podía defenderse en turco. Coleccionaba poemas y canciones populares.
Graham fue el tema del documental de la BBC Radio de 2005, ¿Qué pasó con Davy Graham?  y en 2006 apareció en el documental Folk Britannia de la BBC Four . 
Mucha gente se interesó por Graham a lo largo de los años y trató de animarlo a regresar a los escenarios para tocar en vivo. Mark Pavey organizó algunas salidas con guitarristas y viejos amigos, incluidos Bert Jansch, Duck Baker y Martin Carthy. Estos conciertos eran típicamente eclécticos, con Graham tocando una mezcla de blues acústico, melodías de baile rumanas, melodías de flauta irlandesas, canciones de Sudáfrica y piezas de Bach.  Su último álbum, Broken Biscuits, estuvo compuesto por arreglos originales y nuevos de canciones tradicionales de todo el mundo. 
A Graham le diagnosticaron cáncer de pulmón en 2008 y murió el 15 de diciembre de ese año en su casa de Londres.  

## Influencia
Graham no buscó ni logró un gran éxito comercial,  aunque su música recibió críticas positivas e influyó en artistas de folk revival y compañeros como Bert Jansch, John Renbourn, Martin Carthy, Ralph McTell, John Martyn, Nick Drake, Ritchie Blackmore y Paul Simon, así como bandas de folk rock como Fairport Convention y Pentangle.

Martin Carthy describió a Graham como "... un guitarrista extraordinario y dedicado, al que todos seguían y observaban; no podía creer que alguien pudiera tocar así", mientras que Bert Jansch afirmó que era "valiente y controvertido, nunca siguió las normas." Ray Davies sostuvo que el guitarrista era "el mejor intérprete de blues que he visto en mi vida, aparte de Big Bill Broonzy ". 
Según George Chkiantz, "Lo que me impresionó de Davy Graham... fue que tocaba el diapasón de la guitarra de alguna manera como si fuera un teclado. Había una especie de libertad. No eras consciente de que él usara formas de acordes en absoluto: su Los dedos parecían moverse con total libertad sobre el diapasón." 

### DADGAD
Uno de los legados duraderos de Graham es la afinación de guitarra DADGAD (Dsus4), que popularizó a principios de los años 60.  Mientras viajaba por Marruecos, desarrolló la afinación para poder tocar mejor y traducir la música tradicional de laúd que escuchaba a la guitarra. Graham pasó a experimentar tocando piezas folclóricas tradicionales en la afinación DADGAD, incorporando a menudo escalas y melodías de la India y Medio Oriente. Un buen ejemplo es su arreglo del tema tradicional " She Moved Through the Fair ", que grabó en vivo en el Troubadour de Earl's Court en 1964. La afinación brinda libertad para improvisar en los agudos, mientras mantiene una armonía y un ritmo subyacentes sólidos en los graves, aunque restringe la cantidad de notas que se pueden tocar fácilmente. DADGAD introdujo una nueva afinación "estándar".  Muchos guitarristas utilizaron posteriormente la afinación, especialmente en el folk y las músicas del mundo.

## Discografía

### Álbumes de estudio
- The Guitar Player (1963)
- Folk, Blues and Beyond (1965)
- Midnight Man (1966)
- Large as Life and Twice as Natural (1968)
- Hat (1969)
- Holly Kaleidoscope (1970)
- Godington Boundary (1970) (con Holly Gwinn)
- All That Moody (1976)
- The Complete Guitarist (1978)
- Playing in Traffic (1991)
- Broken Biscuits (2007)

### EP
- 3/4 AD (1962)
- From a London Hootenanny (1963)

### Álbumes en vivo
- After Hours (1997)

### Recopilatorios
- Dance for Two People (1979)
- Folk Blues and All Points in Between (1985)
- Fire in the Soul (1999)
- The Best of Davy Graham (A Scholar & A Gentleman) (2009)
- Anthology-Lost Tapes 1961–2007 (2012)